# Raulhac
Raulhac és un municipi francès situat al departament de Cantal i a la regió d'Alvèrnia-Roine-Alps. L'any 2007 tenia 349 habitants.

## Demografia

### Població
El 2007 la població de fet de Raulhac era de 349 persones. Hi havia 148 famílies de les quals 44 eren unipersonals (20 homes vivint sols i 24 dones vivint soles), 56 parelles sense fills, 28 parelles amb fills i 20 famílies monoparentals amb fills.
La població ha evolucionat segons el següent gràfic:
Habitants censats

### Habitatges
El 2007 hi havia 210 habitatges, 143 eren l'habitatge principal de la família, 49 eren segones residències i 18 estaven desocupats. 186 eren cases i 24 eren apartaments. Dels 143 habitatges principals, 105 estaven ocupats pels seus propietaris, 29 estaven llogats i ocupats pels llogaters i 9 estaven cedits a títol gratuït; 2 tenien una cambra, 8 en tenien dues, 21 en tenien tres, 35 en tenien quatre i 77 en tenien cinc o més. 115 habitatges disposaven pel capbaix d'una plaça de pàrquing. A 66 habitatges hi havia un automòbil i a 58 n'hi havia dos o més.

### Piràmide de població
La piràmide de població per edats i sexe el 2009 era:
| Homes | Edats   | Dones |
| ----- | ------- | ----- |
| 0     | 95 o +  | 0     |
| 4     | 90 a 94 | 16    |
| 4     | 85 a 89 | 20    |
| 4     | 80 a 84 | 4     |
| 8     | 75 a 79 | 4     |
| 12    | 70 a 74 | 20    |
| 20    | 65 a 69 | 16    |
| 4     | 60 a 64 | 8     |
| 12    | 55 a 59 | 16    |
| 8     | 50 a 54 | 12    |
| 16    | 45 a 49 | 8     |
| 8     | 40 a 44 | 8     |
| 0     | 35 a 39 | 8     |
| 4     | 30 a 34 | 8     |
| 16    | 25 a 29 | 8     |
| 8     | 20 a 24 | 4     |
| 4     | 15 a 19 | 12    |
| 4     | 10 a 14 | 12    |
| 0     | 5 a 9   | 4     |
| 0     | 0 a 4   | 0     |

## Economia

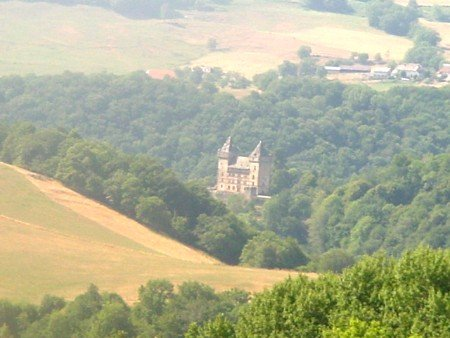
Messilhac

El 2007 la població en edat de treballar era de 199 persones, 151 eren actives i 48 eren inactives. De les 151 persones actives 143 estaven ocupades (82 homes i 61 dones) i 8 estaven aturades (4 homes i 4 dones). De les 48 persones inactives 20 estaven jubilades, 17 estaven estudiant i 11 estaven classificades com a «altres inactius».

### Ingressos
El 2009 a Raulhac hi havia 130 unitats fiscals que integraven 259,5 persones, la mediana anual d'ingressos fiscals per persona era de 14.038 €.

### Activitats econòmiques

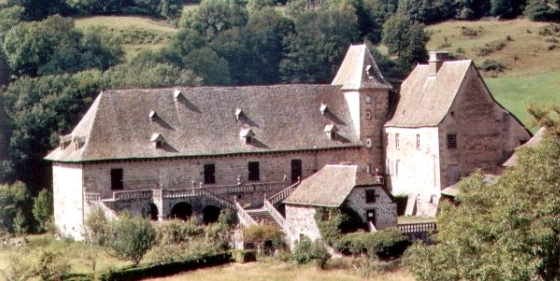
Castell de Cropière

Dels 23 establiments que hi havia el 2007, 1 era d'una empresa alimentària, 1 d'una empresa de fabricació d'altres productes industrials, 6 d'empreses de construcció, 3 d'empreses de comerç i reparació d'automòbils, 2 d'empreses de transport, 3 d'empreses d'hostatgeria i restauració, 2 d'empreses financeres, 1 d'una empresa immobiliària, 1 d'una empresa de serveis, 2 d'entitats de l'administració pública i 1 d'una empresa classificada com a «altres activitats de serveis».
Dels 9 establiments de servei als particulars que hi havia el 2009, 1 era una oficina bancària, 1 taller de reparació d'automòbils i de material agrícola, 2 guixaires pintors, 3 lampisteries, 1 electricista i 1 perruqueria.
Dels 2 establiments comercials que hi havia el 2009, 1 era una fleca i 1 una carnisseria.
L'any 2000 a Raulhac hi havia 24 explotacions agrícoles que ocupaven un total de 1.235 hectàrees.

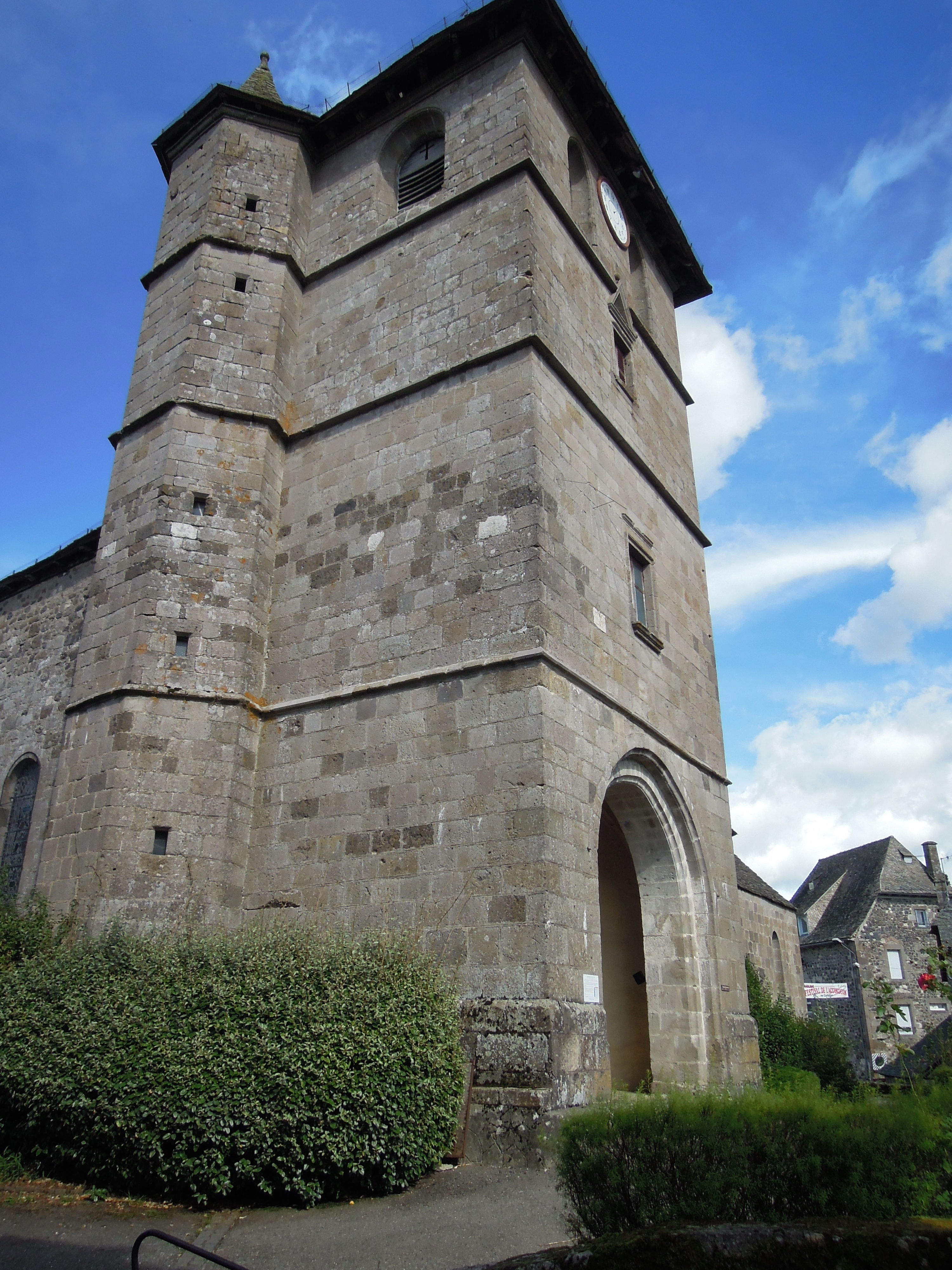
Església de Sant Pere

## Equipaments sanitaris i escolars
El 2009 hi havia una escola elemental.

## Poblacions més properes

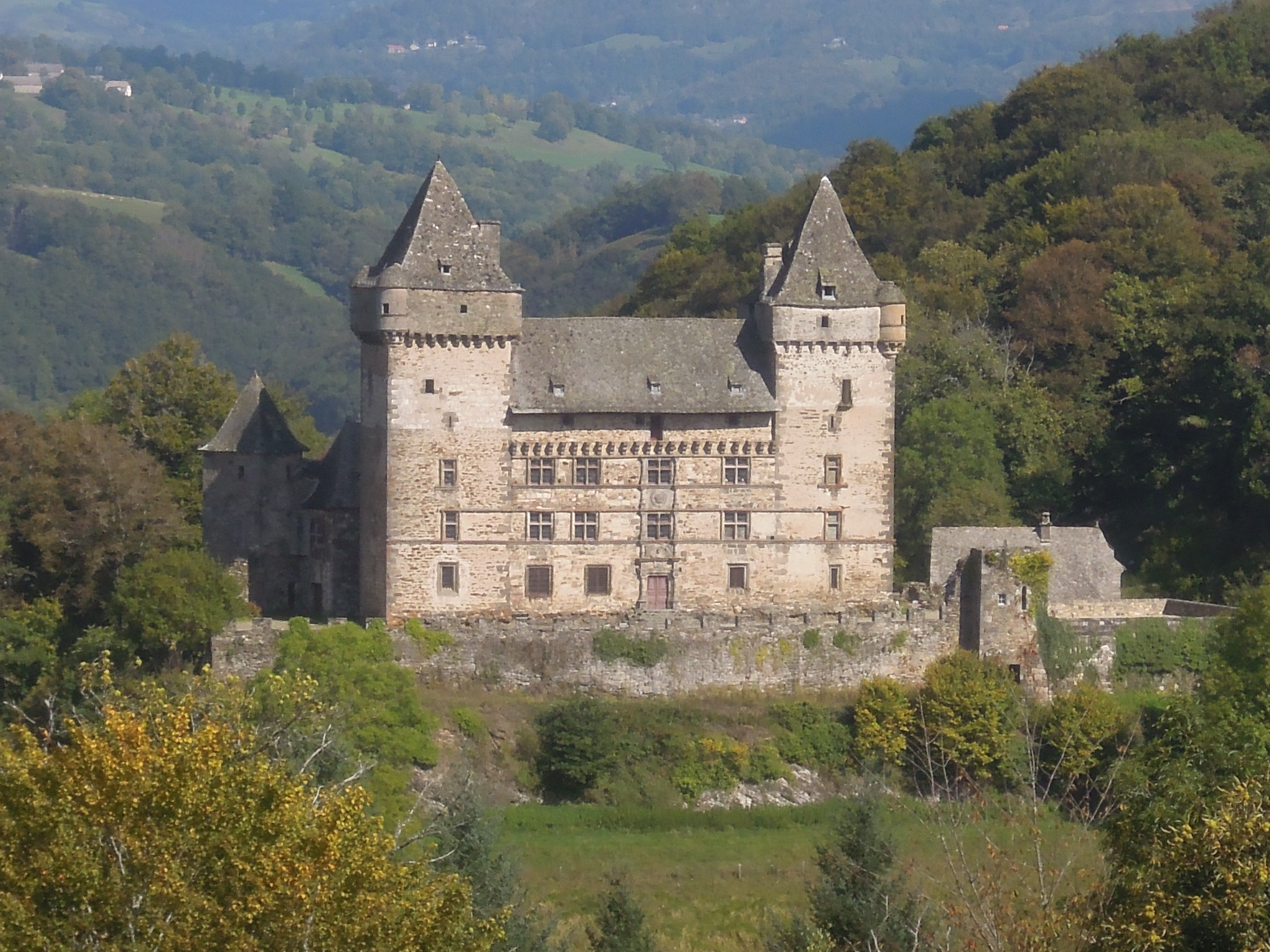
Messilhac

El següent diagrama mostra les poblacions més properes.